# Гипертрофический ринит
Гипертрофический ринит — это заболевание, связанное с гипертрофией (увеличением размера) тканей, образующих носовые раковины, что ведет к нарушению носового дыхания. Носовые раковины — это своеобразные выросты на боковой стенке полости носа в виде складок. Различают нижние, средние и верхние носовые раковины. Они имеют костный каркас и покрыты слизистой оболочкой.

## Биологическая роль носовых раковин
В слизистой оболочке носовых раковин находятся так называемые пещеристые тела — сплетения кровеносных сосудов в которых активно циркулирует кровь. Кровь выполняет роль «теплоносителя», за счет нее происходит обогрев вдыхаемого воздуха.
В слизистой оболочке носовых раковин находится множество желез внешней секреции, которые выделяют слизистый секрет для увлажнения вдыхаемого воздуха.
На поверхность слизистой носовых раковин активно секретируются естественные антитела и макрофаги — клетки, запускающие механизм иммунного ответа. За счет этого вдыхаемый воздух дезинфицируется.
Средняя носовая раковина является своеобразным козырьком, который прикрывает и защищает выводные отверстия гайморовой пазухи, лобной пазухи и большинства ячеек решетчатой кости.
Аэродинамический профиль носовых раковин похож на профиль крыла самолета. При обтекании их воздушным потоком на вдохе образуются области повышенного и пониженного давления. В результате воздушная струя отклоняется по дуге вверх и достигает самых верхних отделов носа, где расположены рецепторы обоняния. За счет этого человек ощущает запахи.

## Клинические проявления
В полости носа существует два слабых места, подверженных наибольшей нагрузке — передние концы средних раковин и задние концы нижних раковин.
Здоровая слизистая оболочка хорошо справляется с нагрузкой и никаких структурных изменений в ней не происходит. При хроническом воспалении слизистой оболочки (это бывает при аллергии, частых простудных заболеваниях, при вдыхании летучих химикатов на производствах) а также при усилении аэродинамической нагрузки (это бывает при искривлениях перегородки и других нарушениях анатомии полости носа) под воздействием ударов струи воздуха происходит компенсаторное разрастание участков слизистой в «слабых зонах».
Иногда эти разрастания достигают значительных размеров и нарушают прохождение воздуха. Этот процесс можно сравнить с образованием мозоли на коже в местах трения.
При проведении хирургической операции на перегородке носа, необходимо обязательно провести коррекцию нижней раковины. В противном случае не будет достигнут желаемый функциональный результат.

## Диагностика и лечение
Диагноз устанавливается только после проведения диагностической эндоскопии носа и риноманометрии.
Поскольку в основе этого заболевания лежат структурные изменения слизистой оболочки, основной метод лечения — хирургический.
Выполняется операция, которая называется эндоскопическая конхопластика. Операция очень щадящая и малотравматичная, длительность ее составляет 10-15 минут. Выполняться она может как под общим наркозом, так и под местным обезболиванием. Уже на следующий день, после удаления гемостатических тампонов, пациенты испытывают значительное улучшение носового дыхания.
Через 3 дня после проведения операции пациенты могут возвратиться к обычной физической активности.